# Memento audere semper

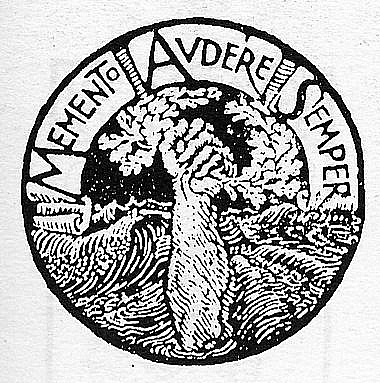
Immagine risalente al 1918 circa, in cui una mano pone in salvo un diadema di quercia al di sopra dei flutti

Memento audēre semper è una locuzione in lingua latina coniata dallo scrittore e poeta italiano Gabriele D'Annunzio.
La locuzione significa "Ricorda di osare sempre" e può essere in qualche modo accostata — anche se in questo caso l'esortazione a rischiare è decisamente più marcata — a un altro motto latino molto conosciuto: Audentes Fortuna iuvat.

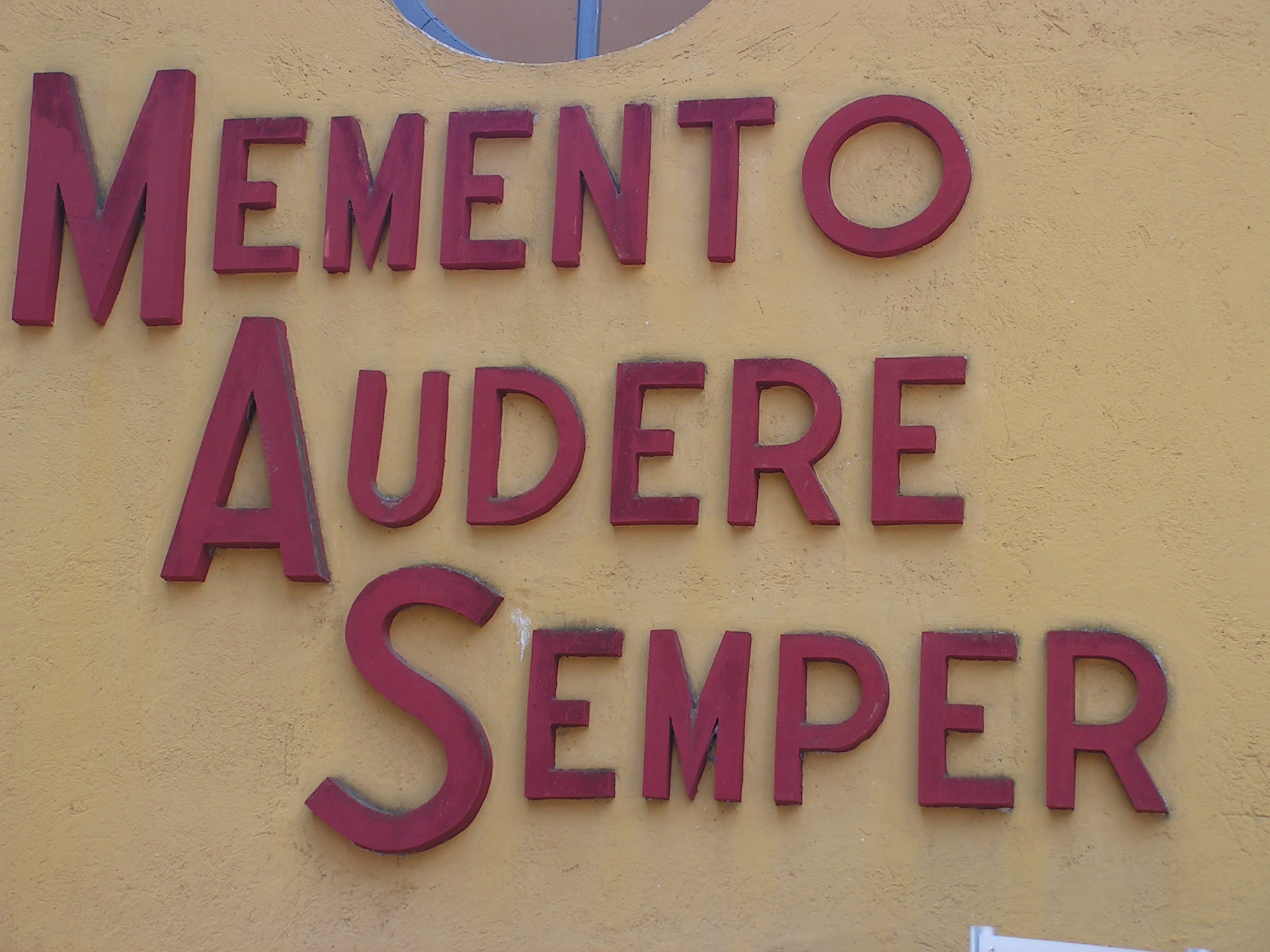
La scritta Memento Audere Semper posta sull'edificio del Vittoriale che ospita il MAS 96 usato da Gabriele d'Annunzio durante la beffa di Buccari

Desumendola direttamente dall'acronimo MAS, il poeta intendeva rendere omaggio con tale frase allo strumento bellico denominato Motoscafo armato silurante — derivato dalla Motobarca Armata SVAN — in uso nella prima guerra mondiale e poi impiegato in maniera massiccia durante la seconda guerra mondiale. 
Lo stesso D'Annunzio — la cui residenza del Vittoriale degli Italiani a Gardone Riviera ospita tuttora un esemplare di MAS, il MAS 96 — aveva partecipato al battesimo di fuoco di questo mezzo da guerra, durante quella che passò alla storia come la Beffa di Buccari.